# Чирков, Владимир Николаевич
Владимир Николаевич Чирков (род. 29 сентября 1957 года, Жезказган, Казахская ССР) — казахстанский государственный деятель, аким городов Приозёрска (1997—1998), Шахтинска (1998—2001) и Караганды (март—май 2006).

## Биография
Родился 29 сентября 1957 года в городе Джезказгане.
В 1972 году, окончив восьмилетнюю школу № 15, поступил в Джезказганский строительный техникум и в 1976 году, получив квалификацию «техник-строитель», был призван в ряды Советской Армии. Службу проходил в городе Североморске Мурманской области.
В 1978 году поступил и 1983 году окончил Карагандинский политехнический институт по специальности «промышленное и гражданское строительство».
После окончания института был направлен на работу в строительное управление «Промстрой» треста «Казмедьстрой» города Джезказгана, где трудился бетонщиком, матером, инженером по технике безопасности.
В марте 1985 года был избран членом Джезказганского обкома ЛКСМ Казахстана и назначен заведующим отделом обкома комсомола — командиром областного штаба студенческих строительных отрядов.
В августе 1987 года был избран депутатом Никольского городского Совета народных депутатов и назначен первым заместителем председателя горисполкома.
В феврале 1990 года перешел на хозяйственную работу — стал главным инженером треста «Джезказганмонолитстрой».
С июня 1991 года — директор ТОО «Виктория».
В марте 1996 года назначен заместителем акима Джезказганской области, в 1997 году – советник акима области, затем аким города Приозёрска, с октября 1998 года переведен акимом в город Шахтинск.
С декабря 2001 года работал директором Республиканского государственного предприятия «Хозяйственное управление» министерства труда и социальной защиты населения Республики Казахстан.
С декабря 2002 года — заместитель, первый заместитель председателя Комитета по делам строительства и жилищно-коммунального хозяйства министерства индустрии и торговли Республики Казахстан.
С марта по май 2006 года – аким города Караганды. С июня того же года работал советником премьер-министра Республики Казахстан.
С 2007 года – директор группы по управлению промышленными активами Национального холдинга «Самрук».
С июля 2009 года - председатель Комитета по государственному энергетическому надзору Министерства энергетики и минеральных ресурсов Республики Казахстан.

## Семья
Женат, имеет двоих детей.